# Neocomatella alata
Neocomatella alata is een haarster uit de familie Comatulidae.
De wetenschappelijke naam van de soort werd in 1878 gepubliceerd door Louis François de Pourtalès.